# Alf (seriál)
Alf (v anglickém originále ALF) je americký rodinný sci-fi sitcom původně vysílaný na stanici NBC v letech 1986–1990. Titulní postavou je přátelský mimozemšťan Alf (akronym z označení „astronaut lunární flotily“, v originále z označení „Alien Life Form“, doslova „mimozemská životní forma“), vlastním jménem Gordon Shumway, který se svou kosmickou lodí ztroskotá v losangeleské garáži rodiny Tannerových.
Postavu si vymyslel Paul Fusco jako hračku pro svou rodinu, čas od času ji dokonce používal ke strašení svých děti. Když se v roce 1985 setkal s producenty Bernnie Brillsteinem a Tomem Patchettem, zformovali základní ideu seriálu a oslovili Brandona Tartikoffa z NBC. Tomu se námět zalíbil a mohlo se začít natáčet. Originální hudbu pro celý seriál napsal Alf Clausen, tvrdí se, že podle jeho křestního jména byla postava nazvána a teprve poté byl doplněn její mimozemský vysvětlující titul.

## Alfovy znaky
Gordon Shumway (alias Alf) je mimozemšťan narozený na planetě Melmac 12. 8. a 2. 10. 1756 (obyvatelé planety uvádějí vždy dvě data narození, aby dostávali více dárků). Melmac je planeta která se nacházela (před explozí) šest parseků za nadkupou Hydra-Centaurus. Melmac měl purpurový povrch, modrou trávu, fialové slunce a zelenou oblohu. Na Melmacu jsou jiné poměry, prach nebo štěrk má stejnou hodnotu jako platina nebo zlato (z těchto prvků, kterých měl ve své raketě dostatek, mohl koupit Lynn luxusní auto). Všeobecně se soudí, že Melmac vybuchl v důsledku fatální srážky místních oblíbených loděk.
Alf má obrovskou chuť k jídlu (v jednom z dílů přiznal že 8 z 10 orgánů, které v těle má, jsou žaludky). Na Melmacu byly běžným jídlem kočky, proto jeho nejoblíbenějším pokrmem je KSR (kočka na slanině s rajčaty). Alf je také problematický, sarkastický, neupravený a cynický. Má také sklony k pověrčivosti, nejhorší prý je, když mu přes cestu přeběhne černá kočka s průraznou puškou. Jeho obvyklá hláška, komentující často jakoukoli činnost, nařízení, radu či rozhodnutí, zní Nul problemo – Žádnej problém.

## Seriál
Celkem bylo v letech 1986–1990 natočeno 102 epizod, rozdělených do čtyř řad:
| Řada | Díly | Premiéra v USA | Premiéra v USA  | Premiéra v ČR   | Premiéra v ČR                     |
| Řada | Díly | První díl      | Poslední díl    | První díl       | Poslední díl                      |
| ---- | ---- | -------------- | --------------- | --------------- | --------------------------------- |
| 1    | 26   | 22. září 1986  | 11. května 1987 | 22. května 1994 | 13. listopadu 1994                |
| 2    | 26   | 21. září 1987  | 9. května 1988  | 14. května 1995 | 22. října 1995 (a 11. února 2012) |
| 3    | 26   | 3. října 1988  | 8. května 1989  | 22. září 1996   | 18. března 1997                   |
| 4    | 24   | 18. září 1989  | 24. března 1990 | 28. září 1997   | 2. května 1998                    |

Poslední, 102. pokračování nazvané Loučení má v závěru titulek To be continued..., ale k žádný další díl už nenásledoval. Má se za to, že šlo o pokus ze strany štábu seriálu zatlačit na společnost NBC, aby Alf nebyl ukončen. Záměr se nezdařil, až po šesti letech byl vytvořen jakýsi epilog (viz Navazující díla).
Jednotlivé epizody měly délku cca 24–25 minut a jejich originální názvy měly vždy nějakou vazbu na existující písničku, ta také pokaždé v daném díle při nějaké příležitosti zazněla.
V pěti případech byly dva díly propojeny a označeny Part I. a Part II. V první řadě to byl Výpadek paměti (16. a 17. epizoda), ve druhé Alfovy výjimečné Vánoce (12. a 13.) a Občané a zloději (17. a 18.), ve třetí pak Alfova show (4. a 5.) a konečně Odhalení (7. a 8.)
Na seriálu se podílelo celkem 12 režisérů, nejvíc epizod (30) natočil Nick Havinga. Na režisérské židli se objevili i Paul Fusco (6 dílů) a producent Tom Patchett (8 dílů).

## Představitelé
Pro postavu ALFa byly vytvořeny dvě figuríny, jedna měla být využívána pro záběry na celou postavu, v níž byl ukryt herec Mihaly "Michu" Mezsaros, ale tohle řešení bylo uplatněno pouze v 11 dílech, štáb usoudil, že lepší bude zabírat jen horní polovinu mimozemšťanovy postavy. Loutku nejčastěji ovládal Paul Fusco. Ten také ALFa namluvil, i když ho někdy zastupoval jeho kolega Randy Simper.
Hlavu rodiny, poněkud zmatkujícího a často nerozhodného Willieho Tannera ztělesnil Max Wright, jeho ženu Kate hraje Anne Schedeen. Tannerovi mají dceru Lynn (Andrea Elson) a syna Briana (Benji Gregory). Tito herci se objeví ve všech vysílaných epizodách. Jejich častými návštěvníky jsou jejich sousedé Raquel (Liz Sheridan) a Trevor (John LaMotta) Ochmonekovi. Trevora uvidíme ve 41 pokračování, Raquel si zahrála v 36 dílech. Jejich synovec Jake (Josh Blake) dostal prostor v 15 epizodách. Rozruch do rodiny vnese také Katina matka Dorothy (Anne Meara), která se vedle Jakea stává jednou z mála lidských bytostí (kromě Tannerovy rodiny, samozřejmě), kdo s ALFem opravdu komunikuje. Tato postava se objevila v devíti pokračováních.

## Zajímavosti
John LaMotta byl synovcem známého boxera Jake LaMotty (byl o něm natočen životopisný film Zuřící býk/Raging Bull) a byl to právě on, kdo navrhl, aby seriálové jméno jeho synovce znělo stejně jako jeho strýce. Johna jsme mohli vidět jako úplatného seržanta z filmu American Ninja. Když herečka Anne Scheeden čekala v roce 1989 potomka, bylo její těhotenství zakomponováno do seriálu, jen s tím rozdílem, že Tannerova rodina se rozroste o syna Erica, kdežto herečce se ve skutečnosti narodila dcera Taylor.
Přestože je seriál úsměvný a zdánlivě plný pohody, herci nebyli příliš spokojeni se svou rolí, protože dle jejich pozdějších vyjádření museli kvůli natáčení odvolávat některé jiné nabídky. Týkalo se to zejména Maxe Wrighta, jenž byl z celé herecké sestavy nejznámější (viděli jsme ho například ve filmech Reds, Scandal Sheet či All That Jazz nebo seriálech Svědectví či Přátelé – řada 2).

## Navazující díla
Souběžně s hraným seriálem byla v letech 1987–1989 vytvořena animovaná verze ALF: The Animated Series o dvou sezónách. V roce 1996 vznikl také navazující televizní film Alf versus U.S. Army. Ten měl být završením celého seriálu, ale mezi fanoušky ALFa není příliš oblíben, protože v něm už nejsou původní představitelé rodiny Tannerovy. Seriál provázel pochopitelně velice hojný merchandising, ať to byly plyšové figurky, obrázky na různých předmětech nebo sada žvýkaček, z nichž mohli sběratelé shromáždit na 80 samolepek.